# Consonance (musique)
Pour les articles homonymes, voir Consonance.
 (mars 2008).
Si vous disposez d'ouvrages ou d'articles de référence ou si vous connaissez des sites web de qualité traitant du thème abordé ici, merci de compléter l'article en donnant les références utiles à sa vérifiabilité et en les liant à la section « Notes et références ».
En musique, une consonance (lit. : sonner ensemble, ant. : dissonance) est une combinaison de sons, tels un accord ou un intervalle, perçue comme agréable à l'oreille.
La consonance d'un intervalle en tant que phénomène acoustique est liée à la pureté de cet intervalle, qui peut être défini par l'absence de battement audible ou par la correspondance des harmoniques des deux sons formant l'intervalle (rapports de fréquences simples). La notion de consonance en tant que phénomène musical est relative : elle diffère selon les cultures, les époques et le contexte musical.
De cette notion originelle découlent :
- des théories de composition musicale ;
- des questions de justesse d'intonation musicale, qui concernent les intervalles mélodiques et la justesse harmonique ;
- les systèmes d'accordage des instruments de musique.

## Histoire
Avant les travaux en physique et en acoustique, la musique a intuitivement défini comme consonants des sons dont les fréquences fondamentales sont dans un rapport arithmétique simple l'une par rapport à l'autre. C'est ainsi que les intervalles purs d'octave (2/1) et de quinte (3/2) ont toujours été considérés comme des consonances parfaites.
Les anciens grecs n'admettaient comme consonants que les intervalles d'octave et de quinte. Ce n'est que depuis le Moyen Âge que les tierces, majeures (5/4) et mineures (6/5), ainsi que les sixtes sont aussi considérées comme consonances imparfaites. C'est à partir de cette époque que se dégage la théorie de l'harmonie, qui étudie en priorité les accords obtenus par superposition de tierces. Gioseffo Zarlino fut le premier à reconnaître l'importance de la tierce majeure comme intervalle fondateur de l'harmonie.
Les intervalles consonants sont donc arrivés les uns après les autres dans l'ordre harmonique (rang 2 : octave, rang 3 : quinte et quarte, rang 5 : tierces, sixtes). La culture joue aussi de façon importante dans l'appréciation des intervalles (notions de « justesse »). Par exemple : nos oreilles contemporaines, vivant dans l'environnement de la gamme tempérée, peuvent trouver étrange, lorsqu'elles l'entendent pour la première fois, une tierce pure sur un instrument à clavier. Les philosophes, acousticiens, physiciens ou mathématiciens des XVIIe et XVIIIe siècles qui ont tenté de chercher une explication rationnelle au caractère agréable ou désagréable d'un accord ou d'un autre, ont ainsi parfois eu des succès divers.
La musique contemporaine explorant des voies nouvelles (micro-intervalles, sons inharmoniques), des intervalles plus éloignés que les premiers rapports simples entrent peu à peu dans le champ des consonances musicales, mais comme des consonances relatives.

## Pureté ou justesse
Il ne faut pas confondre pureté et justesse d'un intervalle :
- La pureté d'un intervalle est une notion objective liée à l'absence de battement audible et à la correspondance des harmoniques.
- La justesse d'un intervalle est une notion plus subjective, liée au cadre d'une gamme, d'un contexte musical ou historique.

La confusion entre ces deux termes rend parfois difficile une bonne compréhension de certains textes anciens (par exemple chez Rameau).

## Justesse, tradition et réalité
Si le rapport mathématique de l'intervalle  joué sera le plus proche possible d'un rapport simple tel qu'exposé plus haut, une oreille musicienne éduquée ne fonctionnera pas uniquement en rapport à une réalité physique intangible telle que ces rapports simples, mais aussi par mimétisme de la musique qui l'entoure. Ainsi, un milieu musical pourra ne pas avoir la même définition de la tierce qu'un autre, pourtant similaire. Ainsi, dans le système occidental du tempérament égal, la tierce majeure tempérée est considérée comme consonante… alors que dans le système indien, l'intervalle équivalent à cette tierce sera plutôt considéré comme dissonant, car dans ce système subtil, il y a un autre intervalle très proche — la tierce pure (5/4) — qui sera lui considéré comme consonant.
On peut remarquer des différences légères d'intonation entre deux orchestres jouant à la même époque. Un grand soliste remarquable (type Pablo Casals) pourra également introduire (sciemment dans son cas) de nouveaux types d'intonation. Le fait d'évaluer s'il joue « juste » ou « faux » ne tient nullement à des critères objectifs, mais seulement à l'acceptation de son génie, à son droit de cité, pourrait-on dire. Même si Pablo Casals représente certainement un cas extrême, d'autres musiciens peuvent avoir joué un rôle non négligeable, par le biais des écoles d'instruments, dans l'évolution de la justesse pratique, telle qu'elle est connue à l'heure actuelle.
D'autre part, les traditions extra-européennes ou traditionnelles peuvent avoir des références qui tiennent aux caractéristiques acoustiques d'instruments traditionnels. Ainsi, le cor des Alpes utilise uniquement la série des harmoniques naturels pour jouer ses mélodies, et bien que ces intervalles soient unanimement considérés comme « faux » par des musiciens classiques (en particulier le fameux harmonique de rang 7, généralement peu apprécié dans la musique occidentale), ils n'en constituent pas moins une référence utilisée dans ce style de musique.

## Consonance acoustique des intervalles

### Étude physique
La théorie de la consonance fut étudiée au XIXe siècle par le physicien Hermann Ludwig von Helmholtz à partir du phénomène de résonance. Helmholtz utilisait des sphères creuses (appelées depuis résonateurs d'Helmholtz) munies de deux cols courts tubulaires diamétralement opposés. Lorsque le son contenait un harmonique de fréquence égale à la fréquence de résonance de la cavité du résonateur (ou voisine de celle-ci), cet harmonique était amplifié, ce qui permettait de l'isoler. Grâce à une série de résonateurs de ce type, Helmholtz put déterminer l'intensité des harmoniques d'un son naturel. Dans sa Théorie physiologique de la musique, Helmholtz développa l'idée que la consonance d'un intervalle était d'autant plus grande que les battements entre harmoniques proches l'une de l'autre étaient peu rapides.

### Consonance et acoustique
On peut définir la consonance par l'état dans lequel la sonorité d'un intervalle musical montre le moindre trouble, ou encore le minimum d'effet sonore — état de pureté acoustique. Il est facile de constater que cet état ne peut être atteint que lorsque les deux sons sont dans un rapport simple de fréquences. Par exemple, si le rapport entre les vibrations de deux sons est de 3 à 2 (soit 3/2), on entendra une quinte ; si le rapport est de 5 à 4 (soit 5/4), ce sera une tierce ; etc. Si ce rapport n'est pas très exactement précis, des perturbations se produiront dans la sonorité, et la sensation de perdre cette pureté acoustique, qui est un phénomène acoustique remarquable, sera vive.

### Pureté et battements
La pureté d'un intervalle est définie par l'absence de battement audible (ou par le battement le plus faible possible, voir la tierce) — notion de minimum d'effet sonore. Cela peut se produire seulement si les deux notes sont dans un rapport de fréquences simple et, dans ce cas, sans inharmonicité :
- Le rapport le plus simple est l'octave (2/1), et la consonance est si parfaite que l'on peut souvent douter de la présence de deux notes. En effet, tous les harmoniques de la note du haut sont déjà présents dans la note du bas.
- La quinte (3/2) est l'intervalle distinct le plus consonant, c'est pourquoi il est à la base de la musique.
- La quarte est le renversement de la quinte (4/3) et est légèrement moins consonante.
- La tierce majeure pure est d'un rapport 5/4, tandis que la tierce pythagoricienne, d'un rapport 81/64, n'est pas pure, sa « consonance » étant très éloignée du rapport naturel 5/4. La tierce majeure du tempérament égal est d'un rapport {\displaystyle {\sqrt[{3}]{2}}/1} , qui est un peu moins éloigné du rapport naturel 5/4 (voir : Justesse des tierces).
- La sixte majeure pure est d'un rapport 5/3, la tierce mineure pure, d'un rapport 6/5, la sixte mineure pure, d'un rapport 8/5.
- pour les intervalles suivants, il devient difficile de parler de pureté, un battement relativement audible subsistant toujours, même pour des rapports simples rigoureux tels que 9/8 (ton majeur) ou 10/9 (ton mineur).

Néanmoins, une autre considération entre en ligne de compte : la proximité du rapport de l'intervalle avec un rapport simple. On peut reconnaître que la consonance stricte (c'est-à-dire pure) est en fait présente, mais altérée, et cela donne naissance au battement, qui est presque imperceptible si le rapport est proche. La conjonction des deux sons d'un intervalle produit également le phénomène du son différentiel, troisième son dont la fréquence est la différence de fréquence des deux sons de l'intervalle.

### Les harmoniques et les intervalles les plus simples
L'harmonique le plus simple d'un son de fréquence F est l'octave, de fréquence 2×F, le double de la fondamentale. Il est appelé harmonique « de rang 2 ».
Pour les intervalles qui suivent, le principe d'équivalence des octaves nous permet de ne considérer que les harmoniques dont la fréquence est comprise entre la fréquence fondamentale F (souvent notée f0) et celle de l'octave supérieure 2×F.
La fréquence 3×F sera ainsi « ramenée » dans l'intervalle 1 à 2 en la divisant par 2, c'est-à-dire en descendant d'une octave pour obtenir la fréquence F×3/2. Cet intervalle, correspondant à un rapport de fréquences 3/2 (ou 1,5), est le plus simple après l'octave et a une importance primordiale dans la musique occidentale. On l'appelle l'intervalle de « quinte ».
Les musiciens de l'Antiquité et du Moyen Âge considéraient que seuls étaient « consonants », c'est-à-dire parfaitement harmonieux, les intervalles d'octave et de quinte.
L'octave étant l'intervalle entre deux notes dont le rapport est 2/1, et la quinte, l'intervalle entre deux notes dont le rapport est 3/2, l'intervalle qui les sépare correspond à un rapport de 4/3 nommé « quarte » : 
- (2/1)  /  (3/2)  =  4/3    →   Octave – Quinte = Quarte

Ainsi, la quarte est le « renversement » de la quinte, car elle est le complément de celle-ci par rapport à l'octave : Quinte + Quarte = Octave → (3/2) × (4/3) = 2/1
L'intervalle entre la quinte et la quarte correspond au rapport de fréquences 9/8 nommé « ton majeur » ou « seconde majeure » :
- (3/2)  /  (4/3)  =  9/8    →   Quinte – Quarte =  Ton majeur

### La consonance affectée par l'inharmonicité
La pureté d'un son musical (ou plus précisément de son timbre) est elle aussi définie par une consonance, celle des harmoniques qui le constituent entre eux. Là aussi, un battement peut apparaître si le son n'est pas pur. Cette altération de la pureté du timbre se mesure par l'inharmonicité. Les instruments de musique sont généralement très peu inharmoniques.
Le piano est connu pour son inharmonicité, ce qui a conduit à des aménagements du système d'accord (écartement des octaves) que Serge Cordier a théorisé dans son Tempérament égal à quintes justes.
Les cloches sont très fortement inharmoniques, mais dans une telle proportion que cela permet de retrouver d'autres consonances, ce qui constitue tout l'art du fondeur de cloches.

## Approche harmonique

### Consonances harmoniques
La perception de consonance, contrairement à une idée répandue, ne dépend pas du rapport entre les fondamentales des sons considérés, mais de la concordance entre les séries harmoniques de chacun des deux sons. La consonance d'un intervalle n'est qu'indirectement liée à la simplicité du rapport harmonique, en raison de la concordance entre les séries harmoniques des deux sons. Ce n'est que parce que la concordance entre les séries harmoniques est analogue au rapport entre les fondamentales que l'on peut considérer que le niveau de consonance correspond au niveau de simplicité du rapport.
Pour un intervalle de quinte, par exemple, le rapport est 3:2 ; on vérifie aisément qu'un son harmonique sur trois de la série du son le plus grave est en concordance avec un son harmonique sur deux de la série du plus aigu :
| Do2  |  | 2 |   | 4 |  | 6 |  | 8 |   | 10 |  | 12 |  | 14 |    | 16 |  | 18 |  | 20 |    | 22 |  | 24 |  | 26 |    | 28 |  | 30 |  | etc. |
| Sol2 |  |   | 3 |   |  | 6 |  |   | 9 |    |  | 12 |  |    | 15 |    |  | 18 |  |    | 21 |    |  | 24 |  |    | 27 |    |  | 30 |  | etc. |

Pour un rapport de tierce (5:4), un son harmonique sur cinq du son le plus grave est en concordance avec un sur quatre du plus aigu, etc. Dans le cas particulier de deux notes à l'octave l'une de l'autre, c'est la totalité des harmoniques de la note aigüe qui coïncide avec des harmoniques de la grave, d'où le sentiment que le rapport d'octave correspond à « la même note ». Si le rapport de fréquence s'écarte légèrement de sa valeur simple, les harmoniques presque concordant pourront produire des battements audibles
Cette coïncidence des harmoniques peut être volontairement renforcée et mise en évidence par des chanteurs pratiquant le chant diphonique. C'est pour cette raison que dans la paghjella corse on peut parfois avoir l'impression d'une quatrième voix flottant au-dessus des voix d'hommes. Si un groupe par exemple prolonge l'émission d'un accord majeur (Do0-Mi0-Sol0), le chanteur bassu peut par exemple renforcer et stabiliser son harmonique cinq (Do0x5=Mi2) et le terza son harmonique quatre (Mi0x4=Mi2) pour créer l'impression d'un Mi aigu de deux octaves au-dessus de la mélodie — ou toute autre combinaison. Un tel harmonique commun, quand il est effectivement renforcé, est alors perçu par l'auditeur comme une note assez pure, semblable à un très léger effet Larsen, et d'autant plus perceptible que les harmoniques communes renforcées ne sont pas les notes de l'accord initial. Dans ce cas, l'accord Do-Mi est « juste » quand il produit cet effet, c'est-à-dire que les harmoniques sont effectivement en unisson, et donc que le rapport de fréquence entre le Do du bassu et le Mi du terza est exactement de 4/5.
Sans pratiquer le chant diphonique, ce même renforcement d'harmoniques communs peut être obtenu par un chœur prolongeant un accord juste ; mais faute de stabiliser l'émission renforcée d'harmoniques, les renforcements mutuels sont alors aléatoires, beaucoup plus brefs et de combinaisons changeantes, donnant une impression de scintillement et de richesse dans l'accord obtenu.
Mais ces effets ne peuvent apparaître que si les voix de base sont dans un rapport de fréquence simple, c'est-à-dire si le chant suit une gamme naturelle, et si l'accord des chanteurs est particulièrement juste.

### Intervalles harmoniques
Les intervalles purement harmoniques sont ceux pour lesquels le rapport de fréquence est celui de deux petits nombres entiers ; ce sont ces intervalles qui apparaissent les premiers dans la série harmonique :
- du premier au second harmonique il y a un intervalle d'une octave (do0-do1), correspondant au rapport 2:1 ;
- du second au troisième il y a une quinte (do1-sol1), correspondant au rapport 3:2 ;
- du troisième au quatrième une quarte (sol1-do2), correspondant au rapport 4:3 ;
- du quatrième au cinquième une tierce majeure (do2-mi2), correspondant au rapport 5:4 ;
- du troisième au cinquième une sixte (sol1-mi2), correspondant au rapport 5:3 ;
- du cinquième au sixième il y a une tierce mineure (mi2-sol2), correspondant au rapport 6:5.

L'intervalle suivant, septième ou seconde (multiplication ou division par sept, 7:4 ou 8:7) ne correspond pas à l'usage musical habituel, qui veut que la septième (mineure dans ce cas) soit à la tierce mineure de la quinte; la septième dite parfois «naturelle», celle de l'harmonique 7, est 0,3 demi-tons trop bas (30 cents). De même l'harmonique 11 ne produit aucun intervalle usité en musique : il tombe exactement à mi-chemin entre la quarte et la quarte augmentée. Ce sont ces deux notes qui font paraître un peu faux les airs de cor de chasse. On peut néanmoins remarquer que la superposition des harmoniques quatre, cinq, six et sept forme un accord de Do7, qui, bien que demandant une résolution, n'est pas très dissonant.
« Bien que la série des harmoniques contienne implicitement tous les intervalles utilisables en musique, la plupart sont surtout un rapport entre harmoniques et non avec le son fondamental. Ils ne constituent pas à proprement parler une gamme musicale. Ainsi le ton majeur (Ut Ré = 9/8) est-il le rapport du huitième au neuvième harmonique, le ton mineur (Ré Mi = 10/9) le rapport du neuvième au dixième harmonique, le demi ton mineur (25/24) est le rapport  du  vingt-quatrième  au  vingt-cinquième harmonique, etc. »
L'ensemble des intervalles usuellement considérés comme consonant peut être restitués par des facteurs qui ne font intervenir que 2, 3 et 5,... certains considèrent aussi le facteur 7 comme consonant, produisant la septième dite «naturelle». Il serait faux par contre de considérer que la gamme par ton implique l'harmonique 7, puisqu'elle est fondée par définition sur des intervalles égaux valant chacun un sixième d'octave, soit 2 4 6 8 10 12 demi-tons, alors que la septième «naturelle» vaut approximativement 9,7 demi-tons.
En répétant les intervalles élémentaires correspondant aux facteurs 2, 3 et 5 (et éventuellement 7), et en privilégiant systématiquement les rapports simples, on obtient un certain nombre d'intervalles «naturels» - essentiellement construits sur la quinte, la quarte, la tierce et la sixte.

## Consonance au sein des traités d'harmonie classique
Dans la musique tonale, on appelle consonance un type particulier d'intervalle qui, dans les règles conventionnelles de la théorie, s'oppose à la dissonance.
C'est un intervalle qui sonne juste ou qui sert à la résolution d'une dissonance. La sensation de justesse demeure néanmoins conventionnelle : une tierce majeure, par exemple, est considérée comme une consonance quel que soit le registre dans lequel elle est entendue, alors que la tierce "juste" la1–do2, par exemple, (soit 110 Hz–132,5 Hz au diapason moderne, avec une différence de 22,5 Hz) produit déjà des battements. À l'inverse, une septième dans l'aigu, considérée comme dissonance en harmonie tonale, ne produit pas de battements significatifs.
Les intervalles consonants sont classés conventionnellement en :
- consonances parfaites : unisson, octave, quinte et quarte, ainsi que leurs redoublements ;
- consonances imparfaites : tierce et sixte, et leurs redoublements.

Les autres, seconde et septième, et leurs redoublements, sont considérées comme dissonances.
La quarte peut être considérée comme dissonance, si elle est située entre la basse et une autre voix, alors qu'elle serait consonance entre les voix supérieures : on l'appelle aussi « consonance mixte ».
Ces conventions sont probablement antérieures à l'harmonie tonale proprement dite : on les trouverait déjà dans des théories antérieures du contrepoint.

## Généralités
En harmonie tonale, quel que soit le système de justesse choisi, la dissonance est vécue et traitée comme une tension, qui est aussi un moment expressif privilégié, que la consonance, sous certaines conditions, va d'abord préparer avant de l'apaiser ou de la résoudre (c'est le terme technique) en apportant la détente. Toute la musique repose sur des rapports de tension. Ceux-ci ne sont pas spécifiques à l'harmonie, ils existent partout dans la musique, dans la mélodie, dans le rythme et dans le timbre. Les intervalles harmoniques dissonants sont plus difficiles à chanter que les consonances, cela explique aussi l'attention portée à la spécificité de chacun des intervalles à la naissance de la polyphonie.
Cette distinction entre les consonances et les dissonances doit être relativisée, chaque intervalle a sa spécificité, que la tierce majeure et la quinte soient deux consonances n'empêchent pas qu'elles sonnent fort différemment: il faut toujours garder à l'esprit que cette opposition est en partie de nature culturelle et qu'elle peut - dans une certaine mesure - varier. La perception des consonances et des dissonances varie en effet selon le contexte musical, et, en ce qui concerne plus particulièrement la musique occidentale, cette perception a évolué au cours des siècles. Par exemple, la septième mineure non préparée placée sur la dominante, qui paraît familière et bien banale à l'auditeur depuis le XVIIIe siècle, était sans doute perçue comme une hardiesse par l'auditeur du XVIe siècle, ou comme une faute de goût par l'auditeur du XIVe siècle. Si l'on maintient cependant la distinction entre consonances et dissonances, c'est que c'est une tentative de décrire notre perception des sons simultanés qui sert de fondement à l'harmonie tonale et qu'elle explique un aspect essentiel de la composition. Ajoutons, pour terminer sur ce point, que ce principe n'a jamais été remis en question même au XXe siècle, Schönberg a introduit l'émancipation de la dissonance, c'est-à-dire le traitement égal de tous les intervalles. Dans la pratique à partir de ce moment-là la polyphonie est dominée par les intervalles qui étaient soumis jusque-là à la consonance : les septièmes surtout majeures, les secondes et neuvièmes mineures, les tritons sont au premier plan dans la polyphonie. On peut dire ce faisant que ces compositeurs ont déplacé le centre de gravité de la musique de la hauteur des notes vers le timbre, vers les effets sonores, et que traiter tous les intervalles de la gamme chromatique de manière indifférenciée, comme dans la série dodécaphonique par exemple, revient à se débarrasser, à évacuer, à ignorer leurs rapports de tensions respectifs, pour mieux souligner et mettre en valeur les rapports de tension créés par le timbre, et son monde expressif spécifique. Schönberg disait au début du XXe siècle qu'on sifflerait dans cent ans ses mélodies atonales dans la rue, avec la même facilité qu'on y fredonnait à son époque les airs d'opérette alors en vogue. Il y a là une méconnaissance du phénomène de la hauteur du son assez curieuse. Même les musiciens professionnels peuvent avoir aujourd'hui des difficultés à chanter des mélodies atonales…

## Classement des consonances
Une consonance peut être parfaite, imparfaite ou mixte. Tout autre intervalle est considéré comme une dissonance, à savoir : les secondes, leurs renversements et redoublements, ainsi que tout intervalle augmenté ou diminué.

### Consonance parfaite
Une consonance parfaite est un intervalle harmonique produisant une impression de stabilité, de détente et d'accomplissement, mais également, un effet dur ou plat.
Sont considérés comme des consonances parfaites : l'unisson juste, l'octave juste, la quinte juste et leurs redoublements.
L'unisson, la quinte et l'octave sont les premiers intervalles harmoniques à avoir été expérimentés dans les polyphonies primitives médiévales — organum, notamment. Ceux-ci correspondent aux trois premiers harmoniques du son. À noter qu'à l'époque baroque, Rameau, dans son traité (table alphabétique des termes au mot "octave"), a suggéré d'ajouter aux termes de consonance et dissonance celui d'équisonance pour décrire l'octave et l'unisson. Une différenciation parfaitement justifiée qui ne s'est pas imposée à l'usage malheureusement : en doublant une mélodie à l'octave, on renforce celle-ci, mais dire que les deux voix vont bien ensemble comme le fait le mot "consonance" est en fait abusif : elles n'ont aucun mérite à cela, elles sont équivalentes. C'est à peu près aussi abusif que de dire que les couleurs de deux brins d'herbe de la même espèce sont bien assorties : les deux brins sont en réalité de la même couleur. L'équisonance traduit donc la réalité sonore perçue de l'octave avec plus d'acuité que la consonance[réf. nécessaire].

### Consonance imparfaite
Une consonance imparfaite est un intervalle harmonique produisant une impression de douceur, de détente, mais d'inachèvement.
Sont considérés comme des consonances imparfaites : la tierce majeure ou mineure, la sixte majeure ou mineure et leurs redoublements.
Les tierces et les sixtes n'ont été considérées comme des consonances qu'à la fin du Moyen Âge, au moment de l'apparition du contrepoint.

### Consonance mixte
Une consonance mixte est un intervalle harmonique dont l'effet varie en fonction de son emploi. Selon sa situation en effet, une consonance mixte peut être analysée, soit comme une consonance, soit comme une dissonance.
Sont considérés comme des consonances mixtes : la quarte juste et ses redoublements.
À noter que la consonance de la quarte juste est qualifiée de "mixte" uniquement dans le contexte d'un accord. Elle rend l'accord dissonant quand elle est en basse et consonant dans le cas contraire.

## Réalisation des consonances parfaites
Les consonances imparfaites — auxquelles on peut ajouter la quarte juste lorsque celle-ci n'est pas à la basse — ne posent pas de difficulté particulière de réalisation, puisqu'elles peuvent être amenées par n'importe quel mouvement harmonique. Au contraire, les consonances parfaites, même si elles n'ont besoin ni de préparation, ni de résolution — contrairement aux dissonances —, doivent cependant respecter un certain nombre de contraintes.

### Consonances parfaites consécutives
Les consonances parfaites consécutives — c'est-à-dire les intervalles justes — doivent être évitées, que ce soit par mouvement parallèle, ou par mouvement contraire.
- Les octaves et unissons justes consécutifs sont prohibés parce qu'ils appauvrissent l'harmonie par leur effet plat. Ces octaves ou unissons consécutifs ne sont tolérés entre les parties extrêmes que dans l'enchaînement des degrés V et I — cadence parfaite —, lorsque la partie supérieure fait un mouvement mélodique de la dominante à la tonique, exclusivement par mouvement contraire[réf. souhaitée] (exemples E & F). Bien entendu, la doublure à l'octave ou à l'unisson d'une partie quelconque — une partie extrême le plus souvent — afin de renforcer celle-ci, ne doit pas être considérée comme fautive.

- Les quintes justes consécutives sont interdites quant à elles, à cause de la dureté produite. Par mouvement contraire, elles sont plus difficiles à déceler : elles sont d'ailleurs souvent surnommées « quintes cachées » pour cette raison (exemple G).

- Un changement de position de l'accord, peut faire apparaître des quintes ou des octaves consécutives fautives (exemple H), c'est pourquoi, lorsqu'on fait évoluer une partie, il convient de surveiller les intervalles harmoniques qui se produisent avec les autres parties qui restent en place. On admet toutefois deux quintes ou octaves consécutives résultant d'un changement de position de l'accord si elles ne se produisent pas sur la même mesure, et si la deuxième n'est pas placée sur le temps fort (exemple I).

- Exemples :

### Consonances parfaites par mouvement direct
L'unisson juste par mouvement direct doit toujours être évité. La seule exception tolérée est celle qui se produit entre la basse et le ténor qui atteignent la tonique à l'unisson dans une cadence parfaite, par mouvement ascendant (exemple J). Pour éviter toute faute de consonance parfaite par mouvement direct, il convient de surveiller l'intervalle harmonique qui précède le changement d'accord. En effet, en cas de simple changement de position, les quintes et octaves directes sont permises, seul l'unisson direct est prohibé (exemple K).
- Exemples :

Les octaves et quintes justes directes sur changement d'accord peuvent être permises sous certaines conditions, conditions qui sont plus sévères si l'intervalle en question se produit entre les parties extrêmes. Rappelons que les règles suivantes ne concernent que les octaves et les quintes justes. Les quintes augmentées et diminuées — qui doivent être analysées comme des dissonances — peuvent être introduites par mouvement direct.

#### Quintes directes permises
- Entre parties extrêmes :
  - sur les trois meilleurs degrés quand la partie supérieure procède par mouvement conjoint ;
  - sur tous les degrés si la partie supérieure procède par seconde mineure descendante.
- Entre partie intermédiaire et partie quelconque, sur tous les degrés :
  - si l'une des deux parties procède par mouvement conjoint ;
  - même par mouvement disjoint dans les deux parties, si l'une des deux notes formant la quinte est commune aux deux accords qui s'enchaînent.

#### Octaves directes permises
- Entre parties extrêmes :
  - sur les trois meilleurs degrés, si la partie supérieure procède par mouvement conjoint.
- Entre partie intermédiaire et partie quelconque, sur tous les degrés :
  - si l'une des deux parties procède par mouvement conjoint ;
  - même par mouvement disjoint dans les deux parties, mais en montant seulement, si la note de l'octave est commune aux deux accords qui s'enchaînent.